# Carl Iban

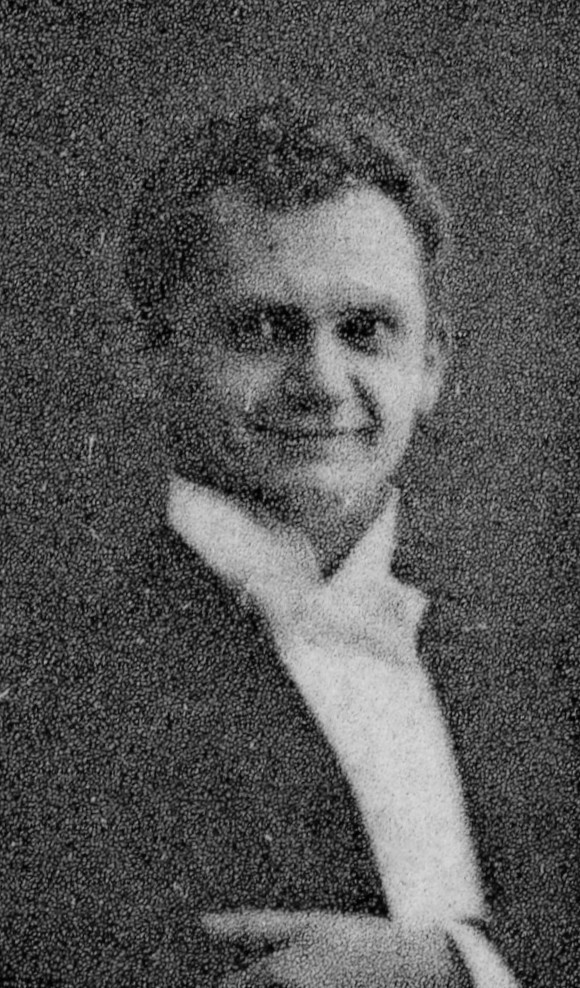
Carl Iban, um 1903

Carl Heinrich Paul Iban (* 26. Juli 1875 in Berlin; † 5. Oktober 1940 in Béthune, Frankreich) war ein deutscher Schauspieler. 

## Leben und Wirken
Der Sohn des Arbeiters Carl Iban und seiner Frau Juliane, geb. Teschner, begann seine Theaterlaufbahn 1898. In den kommenden drei Jahrzehnten tingelte er kreuz und quer durch die deutsche und Schweizer Provinz. Zu seinen Bühnenstationen, die er als Schauspieler aber auch als Sänger und als Regisseur besuchte, zählen u. a. Colmar, Rudolstadt, Aachen, Zittau, Metz, Flensburg, Bern und Basel, Koblenz, Beuthen, Brandenburg und Leipzig. Am Kleinen Theater der letztgenannten Stadt war Iban auch als Oberspielleiter tätig.
In jungen Jahren machte sich der bullig-untersetzte Künstler mit dem breiten Glatzkopf vor allem als Charakterkomiker einen Namen; er spielte komische Kauze und skurrile Typen aller Arten, vorwiegend in Lustspielen und Schwänken. Später kamen auch Väterrollen hinzu. Bis 1929 wirkte Iban auch als Bühnenleiter. 1931 ging er als Pächter des Schlossparktheaters nach Berlin, zwei Jahre darauf in gleicher Funktion an Leipzigs Kammerspiele.
Iban war bereits nahezu 60 Jahre alt, als er erstmals vor die Kamera trat. In seinen verbleibenden fünf Lebensjahren wirkte er mit Klein- und Kleinstrollen in einer Fülle von Unterhaltungsfilmen mit. Iban bediente das Fach der klassischen Charge und deckte die gesamte Rollenpalette jovialer und subalterner Figuren ab: vom Dienstboten und Zechbruder über den Ober bis zum Henker oder marokkanischen Scheich. Nahezu zeitgleich, von 1935 bis 1939, trat er auch an der Reichsautobahnbühne und der Baulagerbühne auf. Carl Iban starb im nordfranzösischen Béthune während einer Wehrmachtstournee an einem Herzschlag.

## Filmografie
- 1935: Mach’ mich glücklich
- 1935: Der mutige Seefahrer
- 1935: Liebesleute
- 1935: Viktoria
- 1935: Der Kurier des Zaren
- 1935: Hans im Glück
- 1936: Savoy-Hotel 217
- 1936: Der Bettelstudent
- 1936: Der Schatten ihres Glücks
- 1938: Skandal um den Hahn
- 1938: Eine Nacht im Mai
- 1938: Fracht von Baltimore
- 1938: Nanu, Sie kennen Korff noch nicht?
- 1938: Die Stimme aus dem Äther
- 1938/47: Altes Herz geht auf die Reise
- 1939: Der grüne Kaiser
- 1939: Hochzeit mit Hindernissen
- 1939: Paradies der Junggesellen
- 1939: Sensationsprozeß Casilla
- 1939: Alarm auf Station III
- 1939: Roman eines Arztes
- 1939: Ein ganzer Kerl
- 1939: Tip auf Amalia
- 1940: Die gute Sieben
- 1940: Jud Süß
- 1940: Links der Isar – rechts der Spree
- 1940: Kora Terry
- 1940: Der Kleinstadtpoet
- 1941: Blutsbrüderschaft